# Noord-Thürings voetbalkampioenschap 1924/25
In 1924/25 werd het tiende voetbalkampioenschap van Noord-Thüringen gespeeld, dat georganiseerd werd door de Midden-Duitse voetbalbond. 
SpVgg 02 Erfurt werd kampioen en plaatste zich voor de Midden-Duitse eindronde. De club versloeg VfL 1904 Meiningen en verloor dan van SV 01 Gotha. 
Dit jaar mocht ook de vicekampioen naar een aparte eindronde, waarvan de winnaar nog kans maakte op de nationale eindronde. ESC 95 versloeg 1. SC Sonneberg 1904, Fortuna Leipzig en SV Brandenburg 01 Dresden. Hierdoor speelde de club nog een testwedstrijd tegen Midden-Duits vicekampioen 1. Jenaer SV 03 en verloor.
- SpVgg 07 Arnstadt fuseerde met BC 07 Arnstadt tot SuS 07 Arnstadt.
- De voetbalafdeling van MTV 1897 Erfurt werd zelfstandig onder de naam Sportring BV 1897 Erfurt.
- TV 1905 Ilversgehofen veranderde de naam in SV Erfurt 1905.
- Erfurter TS veranderde de naam in Wacker Erfurt

## Gauliga
| Plaats | Club                     | Wed. | W  | G | V  | Saldo | Ptn.  |
| ------ | ------------------------ | ---- | -- | - | -- | ----- | ----- |
| 1.     | SpVgg 02 Erfurt          | 18   | 16 | 1 | 1  | 64:18 | 33:3  |
| 2.     | Erfurter SC 1895         | 18   | 15 | 1 | 2  | 46:6  | 31:5  |
| 3.     | VfB 1904 Erfurt          | 18   | 11 | 3 | 4  | 33:19 | 25:11 |
| 4.     | FV 1907 Germania Ilmenau | 18   | 8  | 2 | 8  | 31:31 | 18:18 |
| 5.     | SuS 07 Arnstadt          | 18   | 8  | 2 | 8  | 36:51 | 18:18 |
| 6.     | SV Erfurt 1905           | 18   | 7  | 3 | 8  | 30:28 | 17:19 |
| 7.     | SC 1911 Stadtilm         | 18   | 4  | 4 | 10 | 28:50 | 12:24 |
| 8.     | Sportring BV 1897 Erfurt | 18   | 4  | 2 | 12 | 29:38 | 10:26 |
| 9.     | FC Borussia Erfurt       | 18   | 4  | 2 | 12 | 18:38 | 10:26 |
| 10.    | Wacker Erfurt            | 18   | 2  | 2 | 14 | 14:49 | 6:30  |

|  | Kampioen, geplaatst voor Midden-Duitse eindronde           |
|  | Geplaatst voor Midden-Duitse eindronde voor vicekampioenen |
|  | Degradatie                                                 |